# 日本の人
『日本の人』（にっぽんのひと）は、細野晴臣、忌野清志郎、坂本冬美によるユニット、HISのスタジオ・アルバム。1991年7月19日発売。

## 解説
1990年2月のローリング・ストーンズ来日時、対談を申し込まれた細野が付添に忌野を指名（その時の忌野による訪問記は「月刊プレイボーイ」に掲載）。直後に開始されたSMIのリハーサルの為に細野は参考資料等を提供していた。
1990年4月、東芝EMI所属アーティストによるライヴ・イベント、「ロックの生まれた日」が行われた際、忌野、三宅伸治、坂本によるSMIが結成された。
RCサクセション活動休止後、忌野の新たなプロジェクトとしてHISが結成。
演歌やロックといった異なる分野の実力派によるユニットとして話題を集め、ロックを愛聴する10代・20代のファンにも受け入れられてヒット。発売から約1か月で10万枚を完売し、年末までに30万枚を売り上げた。
1991年はアルバム発売後、プロモーションの為のテレビ出演以外ライブ活動は行われなかったが、2005年にHISのメンバーが再集結して制作された坂本の新曲シングル発売と、2006年のライヴ・イベント、テレビへの出演が実現した。
2006年1月25日に24ビット・リマスタリングで再発売。
2016年12月14日には坂本のデビュー30周年記念の一環として、ユニバーサルミュージックから、SHM-CDとアナログ盤で再々発売。このうちSHM-CDには後述の2曲がボーナス・トラックとして収録されている。

## 収録曲
1. HISのテーマ
  - 作詞・作曲：HIS
2. パープル・ヘイズ音頭
  - 作詞・作曲：ジミ・ヘンドリックス／日本語詞：忌野清志郎、春日博文
3. 夜空の誓い
  - 作詞・作曲：忌野清志郎、中曽根章友
  - 先行シングル曲
4. 逢いたくて逢いたくて
  - 作詞：岩谷時子／作曲：宮川泰
5. 渡り鳥
  - 作詞・作曲：忌野清志郎、小林和生
6. 500マイル
  - 作詞・作曲：ヘイディ・ウェスト／日本語詞：忌野清志郎
7. 恋人はいない
  - 作詞・作曲：忌野清志郎
  - 先行シングルカップリング曲
8. おやすみ もうすぐ逢える
  - 作詞・作曲：忌野清志郎
  - 1970年代前半に作られた未発表曲
9. スキー・スキー（スキーなの）
  - 作詞・作曲：忌野清志郎
  - セカンドシングルカップリング曲
10. 恋のチュンガ
  - 作詞・作曲：ペレス・プラード／日本語詞：水島哲
  - 小林旭のカバー
11. ヤングBee
  - 作詞・作曲：忌野清志郎
12. セラピー
  - 作詞・作曲：忌野清志郎
13. アンド・アイ・ラヴ・ハー
  - 作詞・作曲：レノン＝マッカートニー／日本語詞：忌野清志郎
14. 日本の人
  - 作詞：忌野清志郎／作曲：細野晴臣
  - セカンドシングル。
  - 毎日放送制作・TBS系テレビ番組『ご存知!平成一番人気』エンディングテーマ曲。
  - 細野のアルバム『コインシデンタル・ミュージック』収録「the Man of China」（日本語タイトルは「中国の人」）に歌詞を付けた。
15. ※Oh, My Love ～ラジオから愛のうた～
  - 作詞：忌野清志郎／作曲：細野晴臣
  - NHKラジオ第1放送『旅するラジオ こんにちは!80ちゃんです』テーマ曲。
  - 2005年7月27日に坂本名義のシングルとしてリリース。
16. ※幸せハッピー
  - 作詞：忌野清志郎／作曲：細野晴臣
  - 『Oh, My Love ～ラジオから愛のうた～』のカップリング曲。

※印の2曲は、2016年12月発売のSHM-CDにボーナストラックとして収録。